# 240 Vanadis
Vanadis (asteroide 240) é um asteroide da cintura principal com um diâmetro de 103,9 quilómetros, a 2,1132676 UA. Possui uma excentricidade de 0,2068432 e um período orbital de 1 588,5 dias (4,35 anos).
Vanadis tem uma velocidade orbital média de 18,24714913 km/s e uma inclinação de 2,10451º.
Este asteroide foi descoberto em 27 de Agosto de 1884 por Alphonse Borrelly.